# Armand de Sillègue d’Athos d’Autevielle

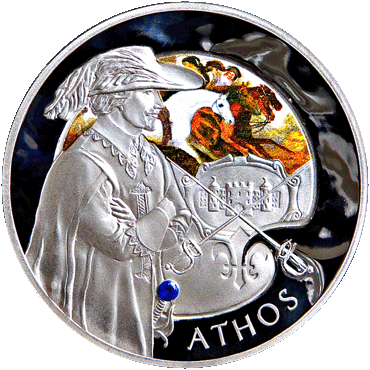
Porträt des Athos auf einer Münze

Armand de Sillègue d’Athos d’Autevielle, genannt Athos, (* 1615 in Athos-Aspis (Béarn); † 21. Dezember 1645 in Paris) war ein Musketier in der Compagnie du Roi (Kompanie des Königs – 1. Kompanie) der Mousquetaires de la garde von König Ludwig XIII.
Er inspirierte Gatien de Courtilz de Sandras und danach auch Alexandre Dumas zu seiner fiktiven Figur des „Athos“, auch „comte de la Fère“, in seinem Roman Die drei Musketiere.

## Leben
Athos leitete seinen Namen von der kleinen Burg Athos-Aspis ab, deren Reste am Gave d’Oloron, zwischen Sauveterre-de-Béarn und Autevielle, zu finden sind. Als ein nachgeborener Sohn des Adrien de Sillègue, seigneur d’Athos et d’Auteville, durfte er kaum hoffen, dereinst das Erbe über die väterliche Seigneuries d’Athos und d’Autevielle anzutreten. Als mittelosem Mann von Adel blieb ihm nur die Wahl zwischen dem Eintritt in die Armee oder in die Geistlichkeit. Ein Cousin 2. Grades, Monsieur de Tréville, brachte ihn (so wie auch Porthos) zunächst als Cadet im Régiment des Gardes françaises unter und 1640 dann bei den Musketieren der Garde.

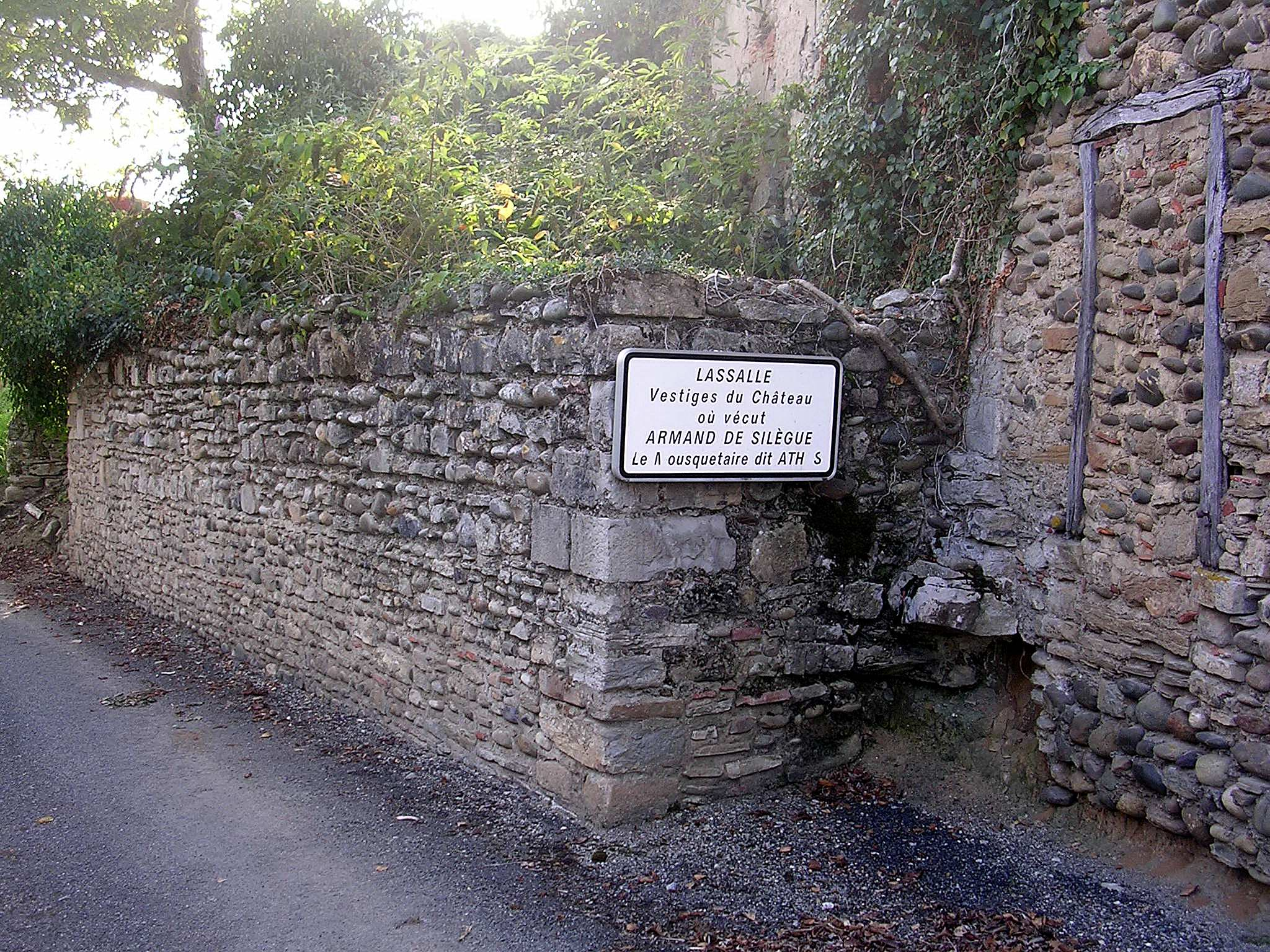
Überreste des Château d’Athos-Aspis, Heimat des Musketiers Athos

Darüber hinaus ist über Athos’ Leben nur bekannt, dass er am 21. Dezember 1645 starb. Vermutlich kam er bei einem Ehrenhandel ums Leben. Letzteres erscheint anhand seines Eintrags im Sterberegister der Pariser Kirche Saint-Sulpice als naheliegend.

Convoy, service et enterrement du deffunct Armand, Athos d’Autebielle mousquetaire de la garde du Roy, gentilhomme de Béarn, pris proche la halle du Pré au Clercs.

„Geleit, Gottesdienst und Beerdigung des verstorbenen Armand Athos d’Autebielle, Musketier der Königsgarde, Edelmann aus dem Béarn, aufgenommen (hier: aufgefunden) nahe der Halle bei der Pré au Clercs.“

Die Pré au Clercs (etwa: Wiese bei den Klerikern) war damals eine große Wiese, nahe der Abtei Saint-Germain-des-Prés. Das Areal galt als ein Austragungsort der schon damals illegalen Duelle. Zu Athos’ Grablege existieren keine Informationen.